# Květozob prostý
Květozob prostý (Dicaeum chrysorrheum) je druh ptáka z čeledi květozobovitých. Je velmi široce rozšířen; vyskytuje se v Indii, Bangladéši, Nepálu, Číně, státech východní Indie, Malajského poloostrova, v Indonésii a v Bruneji. Vyskytuje se ve vlhkých subtropických a tropických horských lesích.

## Popis
Samci květozoba prostého váží až 10 gramů, samičky váží maximálně 9 gramů. Obě pohlaví dosahují délky 9 až 10 centimetrů. Období rozmnožování se v různých částech areálu rozšíření tohoto ptáka mírně liší. Hlava je většinou hnědožlutá, okolí kloaky je žluté, břicho je světlé s černými proužky. Oči jsou červené s černými zorničkami.